# Idegransväxter
Idegransväxter (Taxaceae) är en familj av barrväxter som beskrevs av S. F. Gray. Enligt Catalogue of Life ingår idegransväxter i ordningen tallordningen, klassen barrväxter, divisionen Pinophyta och riket växter, men enligt Dyntaxa är tillhörigheten istället ordningen cypressordningen, klassen barrväxter, divisionen Pinophyta och riket växter.
Familjens arter förekommer främst på norra halvklotet i Eurasien och Nordamerika. Enstaka familjemedlemmar når i Amerika söderut till Mexiko samt i Asien söderut till Java. Släktet Austrotaxus som utgörs av en enda art hittas i Nya Kaledonien.
Arterna är allmänt utformade som små träd som växer långsamt. De ingår vanligen i tempererade eller subtropiska skogar. Några arter är anpassade till speciella lokala förhållanden och har små populationer, till exempel Torreya taxifolia, Taxus floridana, Pseudotaxus chienii och Austrotaxus spicata. Idegransväxter hittas ofta i skyddade dalgångar där det finns ett tjockt skikt av löv och barr på marken. I Kina och Japan växer arter av släktet Torreya ofta bredvid arter av släktet Cephalotaxus som tillhör en annan familj.
Oftast förekommer fortplantningsorgan av honkön och hankön på olika exemplar. Utveckling av pollen och frukter är begränsad till en årstid (vanligen våren och sommaren) som är lika varje år. Befruktningen sker med hjälp av vinden. Frukterna utvecklas i allmänhet en eller två månader senare eller hos släktet Torreya under följande år. Arterna har arillusfrukter med köttigt hölje som får en påfallande färg när de är mogna. Frukternas söta doft lockar antagligen fåglar och andra djur som sprider arternas frön.
Med undantag av frukterna är alla delar av idegranar (släkte Taxus) giftiga.
Släkten enligt Catalogue of Life och Dyntaxa:
- Amentotaxus
- Austrotaxus
- Pseudotaxus
- Taxus
- Torreya

## Bildgalleri

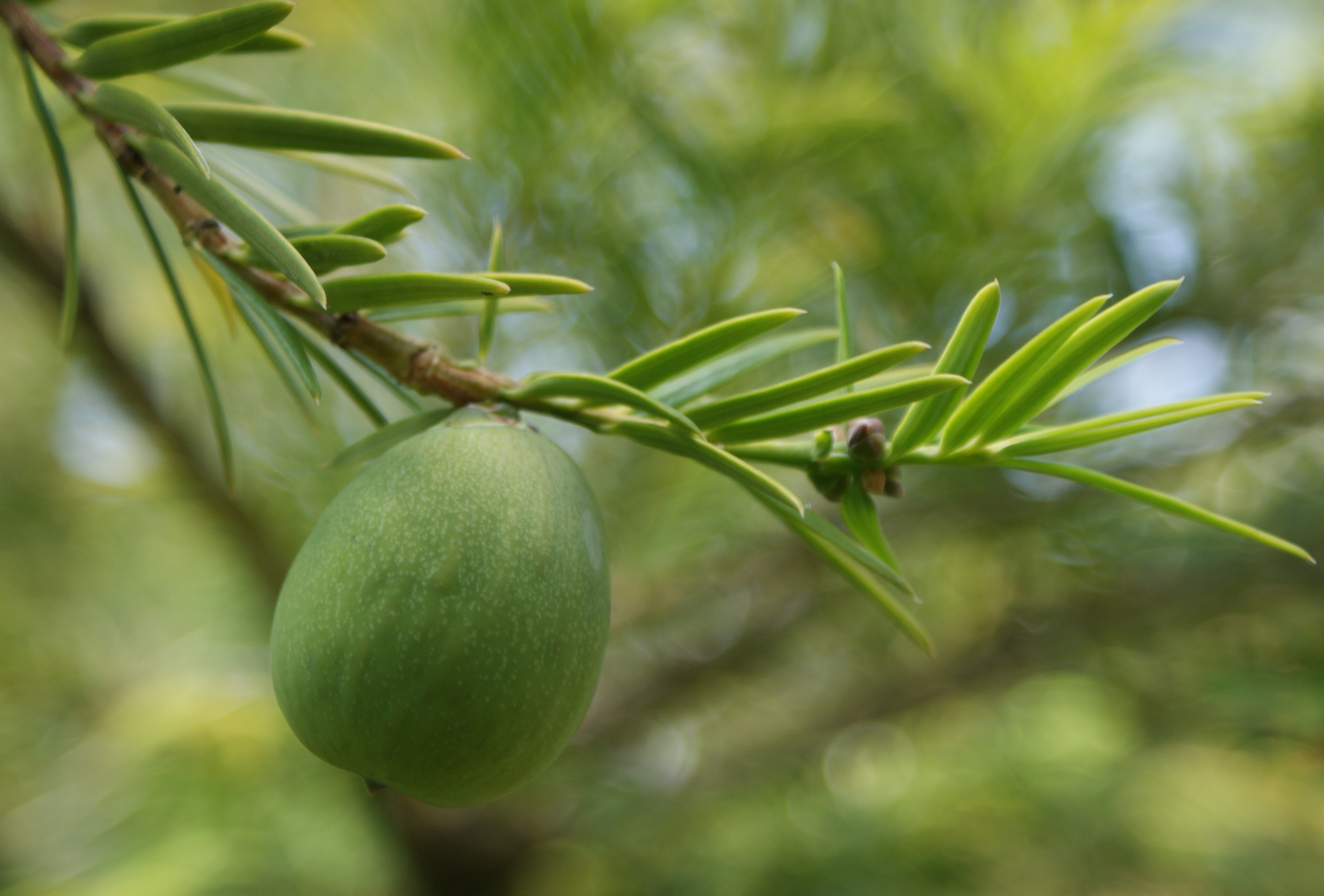
Torreya nucifera
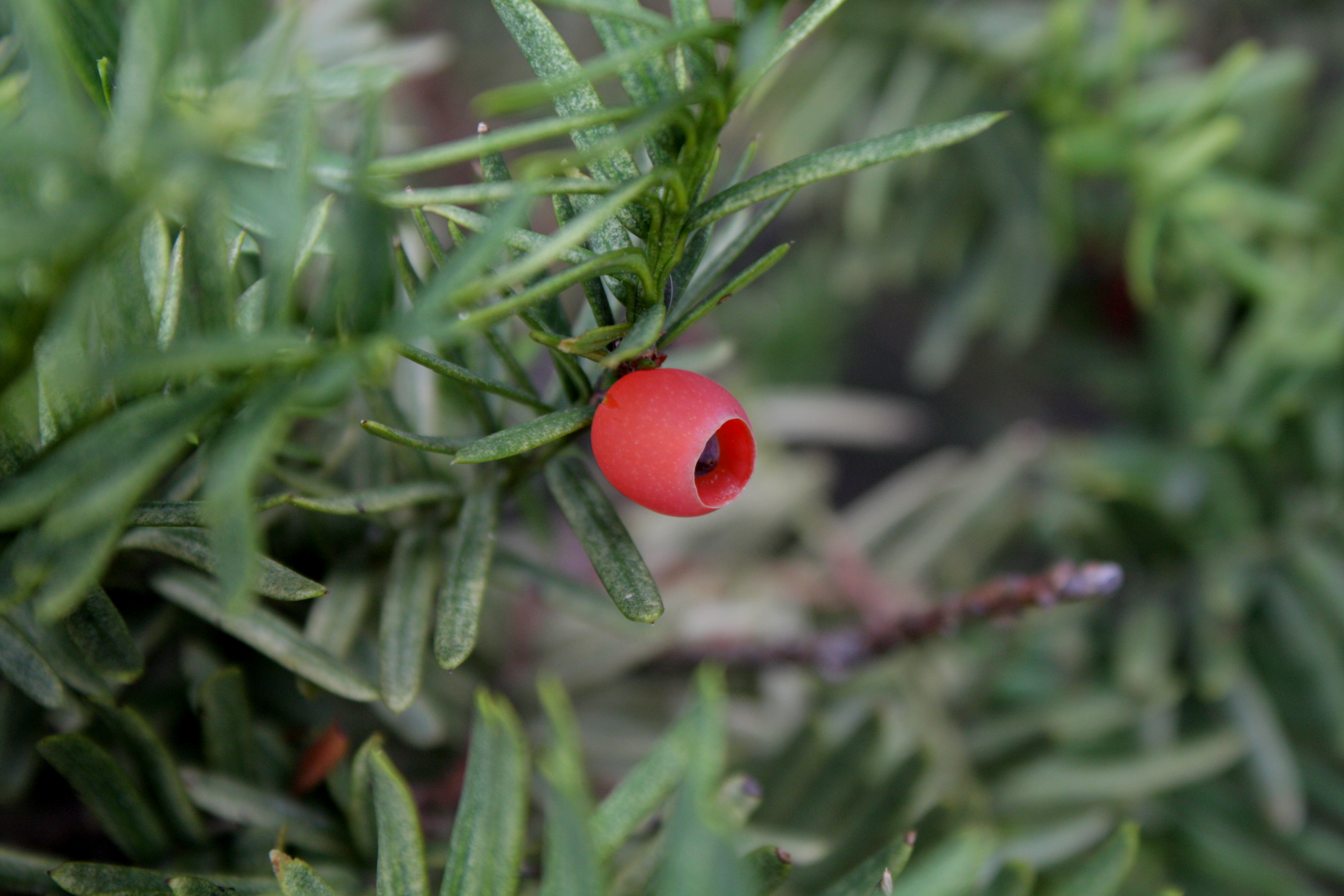
Taxus cuspidata
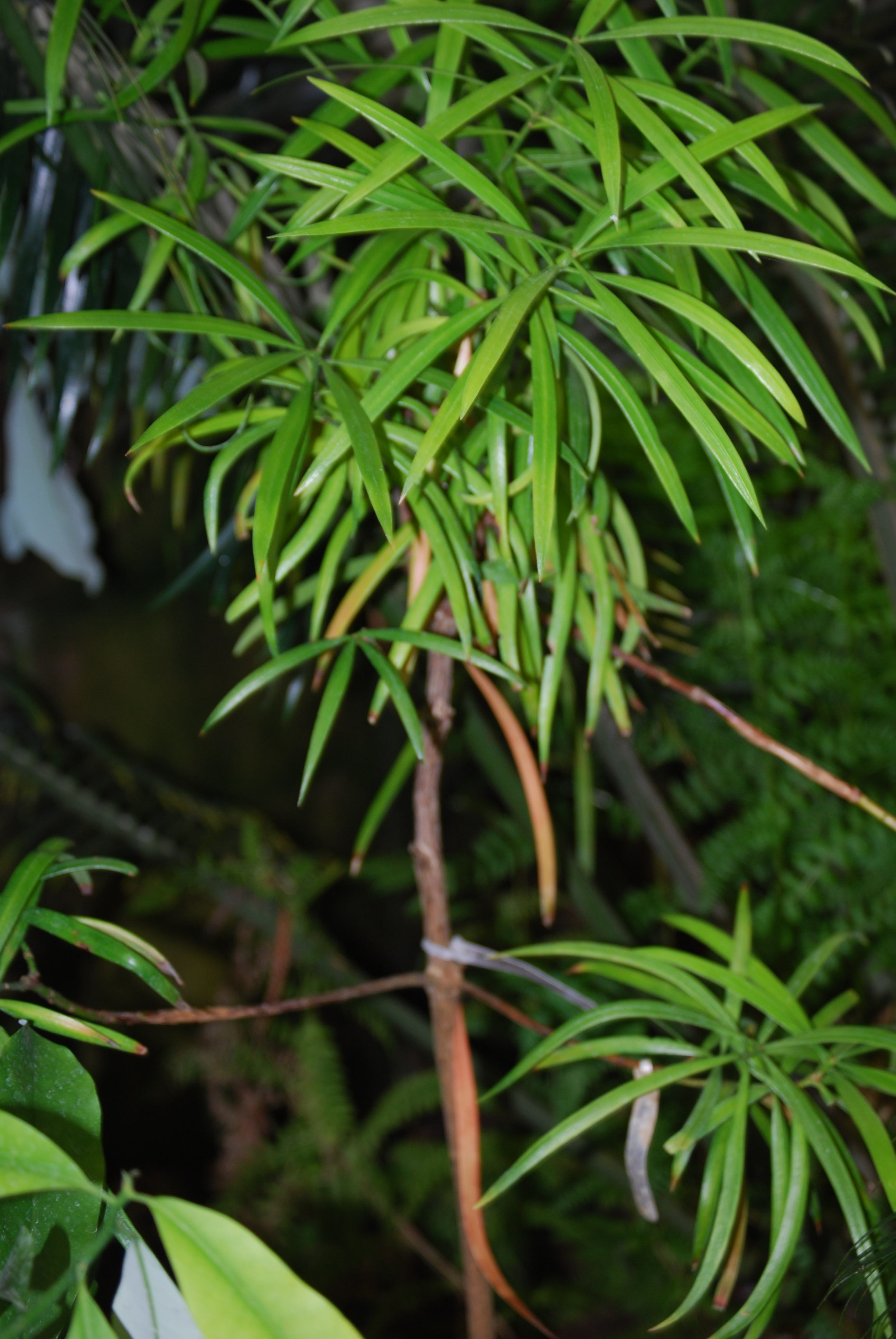
Austrotaxus spicata
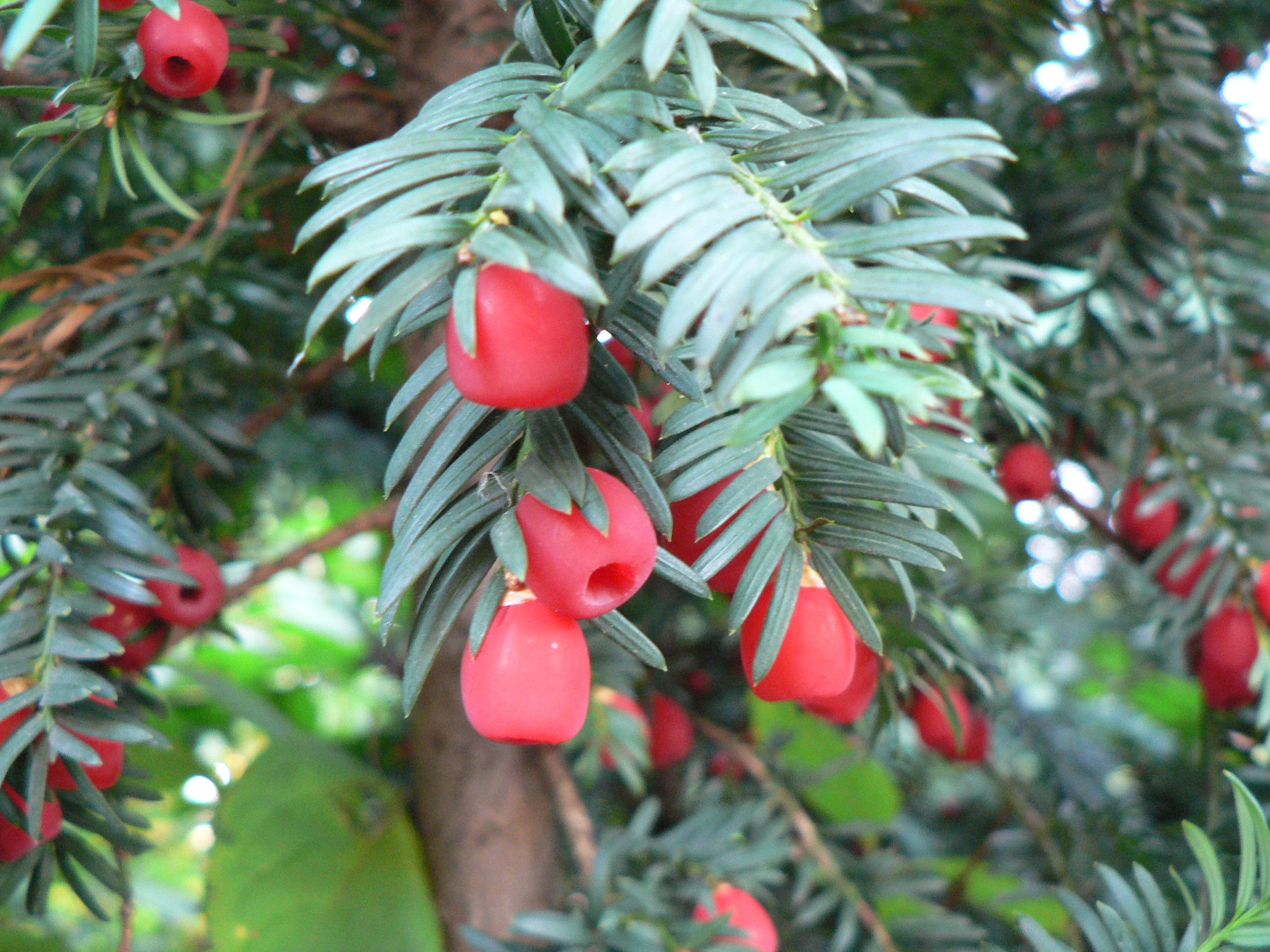
Idegransfrukter (Taxus baccata)